# Amt Preetz-Land
La comunità amministrativa di Preetz-Land (Amt Preetz-Land) si trova nel circondario di Plön nello Schleswig-Holstein, in Germania.

## Suddivisione
Comprende 17 comuni:
1. Barmissen (159)
2. Boksee (467)
3. Bothkamp (270)
4. Großbarkau (252)
5. Honigsee (458)
6. Kirchbarkau (793)
7. Klein Barkau (271)
8. Kühren (610)
9. Lehmkuhlen (1 278)
10. Löptin (275)
11. Nettelsee (428)
12. Pohnsdorf (399)
13. Postfeld (430)
14. Rastorf (800)
15. Schellhorn (1 513)
16. Wahlstorf (447)
17. Warnau (371)

Il capoluogo è Schellhorn.
(Tra parentesi i dati della popolazione al 31 dicembre 2021)